# Stanisław Srzednicki
Stanisław Srzednicki, ps. „Stach” (ur. 9 kwietnia 1915 w Krzemieńcu, zm. 20 sierpnia 1944 w Warszawie) – polski instruktor harcerski, współorganizator młodzieżowej organizacji „
Orlęta” w Warszawie, porucznik.

## Życiorys

### Dzieciństwo i młodość
Pochodził z patriotycznej rodziny – wnuk powstańców 1863 zesłanych po upadku powstania w głąb Rosji, jego ojciec i stryjowie uczestniczyli w ruchach rewolucyjnych i narodowo-wyzwoleńczych i następnie brali udział w kształtowaniu państwowości polskiej po odzyskaniu niepodległości. W latach 1926–1934 uczeń Gimnazjum im. Króla Władysława IV w Warszawie, w wieku 9 lat wstąpił do 17 Warszawskiej Drużyny Harcerskiej, w 1935 został jej drużynowym w stopniu harcmistrza.

### Orlęta
W 1935 rozpoczął studia na Wydziale Mechanicznym Politechniki Warszawskiej. Współtworzył młodzieżową organizację „Orlęta”, w której prowadził pracę wychowawczą wśród dzieci i młodzieży z warszawskiej Pragi. Był komendantem praskiego hufca „Orląt”.

### Konspiracja. Kompania Motorowa Orląt

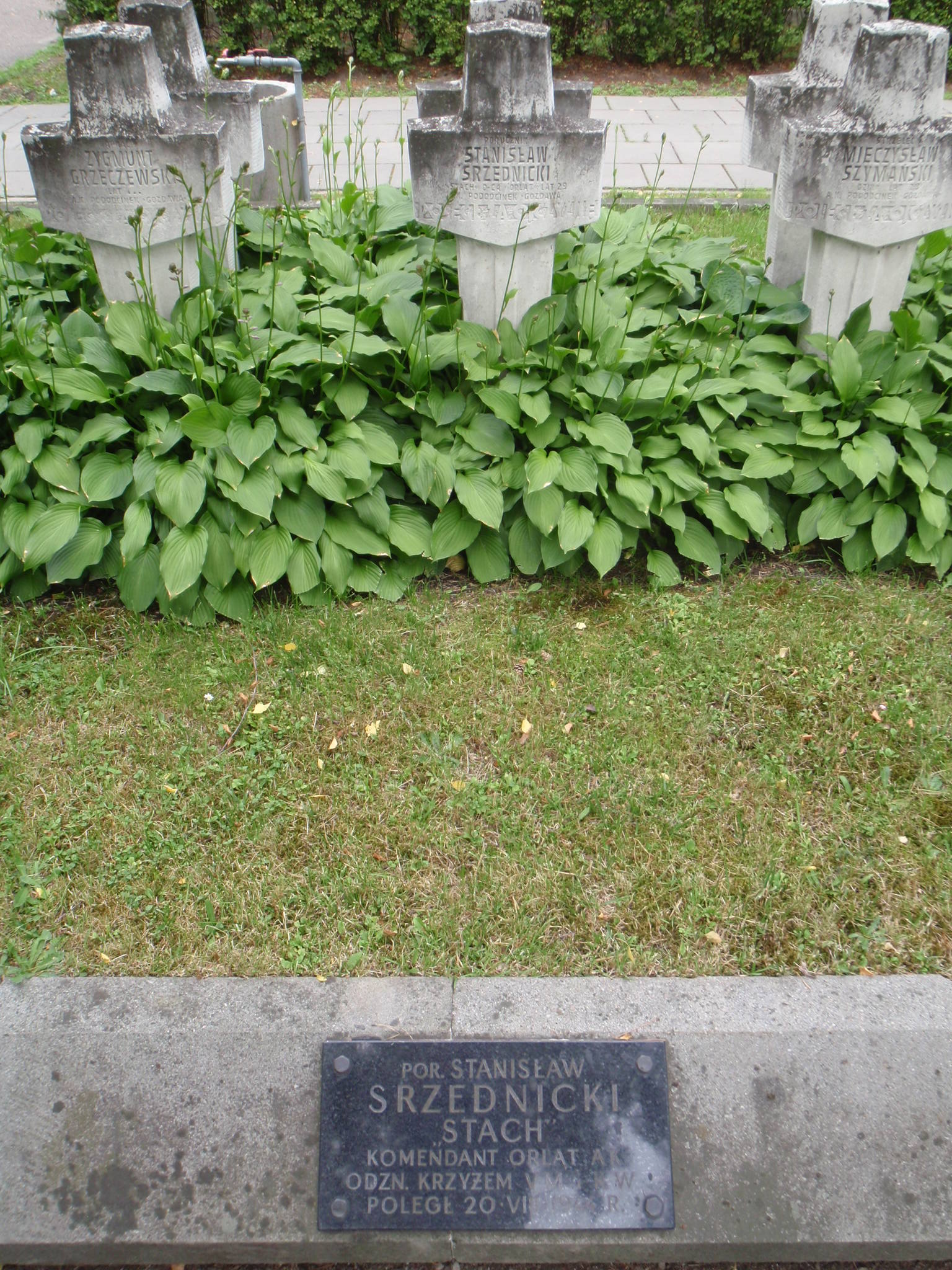
Grób Srzednickiego na cmentarzu Wojskowym na Powązkach w Warszawie

Po wybuchu II wojny światowej w 1939 zaciągnął się ochotniczo do wojska. 20 września dostał się do niewoli, z której uciekł po kilku dniach. Po powrocie do Warszawy przystąpił do pracy konspiracyjnej w szeregach SZP, ZWZ i AK, wciągając do konspiracji swych wychowanków z „Orląt”. Organizował dla nich tajne komplety w szkole zawodowej im. Stanisława Konarskiego i w Gimnazjum im. Króla Władysława IV oraz szkolenia wojskowe. Większość z nich odbywała kursy samochodowe i praktykę warsztatową. Oddział „Orląt” stał się w 1943 Kompanią Motorową „Orląt”, a Stanisław Srzednicki ukończył I kurs Szkoły Podchorążych Piechoty Agricola, otrzymał awans na podporucznika i został dowódcą kompanii.
W czasie powstania warszawskiego dowodził kompanią „Orląt” w batalionie „Gozdawa” zgrupowania „Sosna” na Starym Mieście. Mimo rany odniesionej w pierwszych dniach powstania walczył dalej. W połowie sierpnia został przeniesiony do dowództwa odcinka na stanowisko oficera do zadań specjalnych. Zginął od pocisku artyleryjskiego w czasie odpierania natarcia niemieckiego na ratusz, w pobliżu budynku przy ul. Daniłowiczowskiej 7.
Pośmiertnie odznaczony krzyżem Virtuti Militari i Krzyżem Walecznych. Pochowany jest w kwaterze zgrupowania „Sosna” na cmentarzu Wojskowym na Powązkach (kwatera B 8 rz. 2 m. 37).

## Upamiętnienia

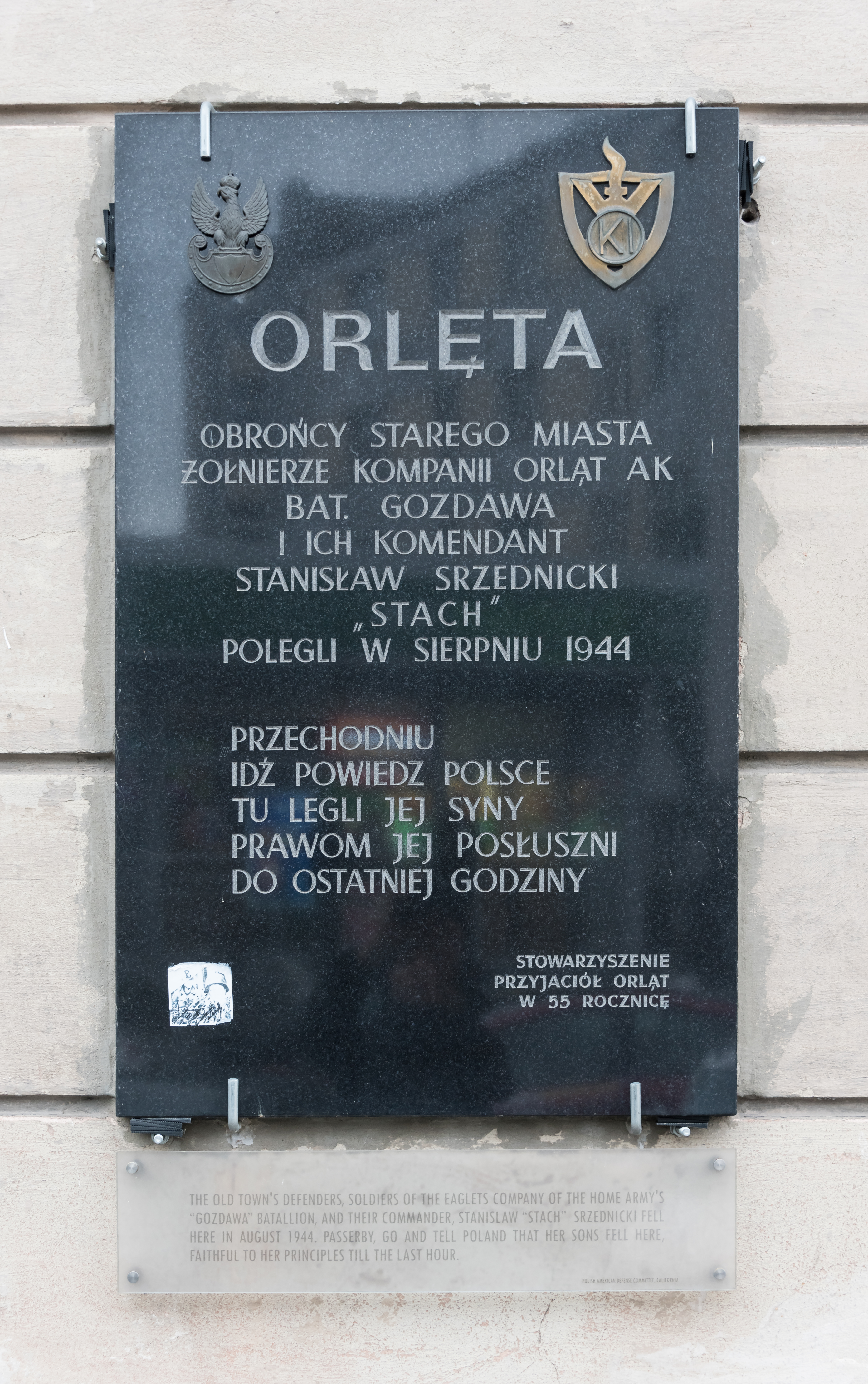
Tablica pamiątkowa poświęcona Orlętom i ich komendantowi, umieszczona na budynku przy ul. Podwale 23 (od strony ul. Kilińskiego) w Warszawie

### Tablice pamiątkowe
Stanisławowi Srzednickiemu i „Orlętom” poświęcono tablice pamiątkowe w Warszawie:
- w lewej kruchcie[3] katedrze polowej Wojska Polskiego przy ul. Długiej
- na ścianie budynku przy ul. Podwale 23 (budynek narożny, tablica od strony ul. Kilińskiego)
- w bramie odbudowanego pałacu Jabłonowskich – dawnego ratusza

### Stanisław Srzednicki jako patron
Imię Stanisława Srzednickiego noszą:
- jedna z drużyn Szczepu 17 Warszawskich Drużyn Harcerskich i Gromad Zuchowych,
- jedna z drużyn Szczepu „Promień” w Łodzi.

W przeszłości imię to nosiły również:
- Szkoła Podstawowa nr 325 w Warszawie na Ursynowie (ul. Na Uboczu 9; w latach 1993–1999)[4]
- 273 Warszawska Drużyna Harcerska przy Szkole Podstawowej nr 193 w Hufcu Targówek, a następnie Praga Nowa[5].